# Нуну Гонсалвіш
Нуну Гонсалвіш (порт. Nuno Gonçalves) — португальський художник XV століття, один з перших португальських художників.

## Біографія

Поліптих святого Вікентія

Його основним і єдиним твором (з великою ймовірністю) є поліптих святого Вікентія. Поліптих був знайдений в 1880-і роки в монастирі Сан-Вісенте-де-Фора і зображує людей (дворян, включаючи відомих сучасників Гонсалвіша, духовенство і простих людей) Португалії XV століття.
Працював між 1450 і 1490 роками. Єдине джерело, що зв'язує його з поліптихом святого Вінсента — твір Франсішку де Оланда, написаний в XVI столітті і який приписує Гонсалвішу великий твір мистецтва, що ототожнюється з поліптихом. Стверджується, крім того, що батько Гуго ван дер Гуса працював над однією зі стулок разом з Гонсалвішем, але підтверджень цьому немає.